# Playa Recatí
La playa Recatí es una playa valenciana.
Ubicada al sur de la gola de La Albufera, es una playa tranquila y de arena fina delimitada por zona residencial conocida como El Perellonet, tras la que se extiende una enorme extensión de cultivos de arroz. Pertenece al parque natural de la Albufera, siendo una extensión de la playa de la Devesa. Se accede a ella a través de la carretera CV-500. Es una playa urbanizada que aunque pierde su encanto natural dispone de muchos servicios, tanto en vigilancia como sanitarios, siendo también una playa accesible para los discapacitados.